# Ponneri
Ponneri è una suddivisione dell'India, classificata come town panchayat, di 24.205 abitanti, situata nel distretto di Tiruvallur, nello stato federato del Tamil Nadu. In base al numero di abitanti la città rientra nella classe III (da 20.000 a 49.999 persone).

## Geografia fisica
La città è situata a 13° 19' 0 N e 80° 12' 0 E e ha un'altitudine di 9 m s.l.m..

## Società

### Evoluzione demografica
Al censimento del 2001 la popolazione di Ponneri assommava a 24.205 persone, delle quali 12.144 maschi e 12.061 femmine. I bambini di età inferiore o uguale ai sei anni assommavano a 2.532, dei quali 1.201 maschi e 1.331 femmine. Infine, coloro che erano in grado di saper almeno leggere e scrivere erano 17.748, dei quali 9.807 maschi e 7.941 femmine.